# Gatas (yacimiento arqueológico)
El yacimiento arqueológico de Gatas está situado en el municipio de Turre, en la provincia de Almería, España y pertenece al grupo argárico. Se levanta sobre la meseta superior de un cabezo de 120 m de altura y difícil acceso en las estribaciones de Sierra de Cabrera. Sus coordenadas son 1º 53´ 6´´de longitud Oeste y 37º 7´ 46´´ de latitud Norte. La cota superior del cerro tiene una ubicación UTM WG993100. Está rodeado por ramblas, barrancos y manantiales, teniendo el mar a cinco km. Sus principales actividades eran las agrícolas y minero-metalúrgicas, documentadas por percutores y picos, minerales de cobre, piezas de desecho para refundir y un molde de hacha. Cuenta con murallas en las partes más accesibles y dos galerías subterráneas que, quizás, servían para proveerse de agua.
Fue excavado inicialmente por los hermanos Enrique y Luis Siret que publicaron sus resultados en castellano bajo el título de Las primeras edades del metal en el sudeste de España en 1890. Los materiales recogidos en éste y otros yacimientos similares constituyeron el corpus básico para singularizar este grupo cultural. A mediados de los años ochenta del siglo XX se puso en marcha un proyecto sistemático de obtención de datos paleoecológicos, económicos y sociológicos.

## Yacimiento
Gatas fue un asentamiento calcolítico, reconstruido con principios muy diferentes en la transición al Bronce. Durante sus primeros siglos de desarrollo no tenía las características de lugar central que desempeñaría en el II milenio a. C. Las fases estratigráficas argáricas serían tres:
- II, entre 2250 y 1950 a. C.
- III, entre 1950 y 1700 a. C.
- IV, entre 1700 y 1550 a. C. y una extensión que ha llevado a calcular unos 300-500 habitantes.[3]

El espacio 109-210 de la zona C del yacimiento presenta una acumulación de elementos de molienda y almacenamiento que excede las necesidades y capacidades del asentamiento. El cereal era almacenado sin malas hierbas. La mano de obra no debía proceder únicamente del poblado, sino también del exterior. La normalización de los contenedores cerámicos de cereal encontrados sugiere la existencia de un sistema estandarizado de medidas. También se han hallado unas estructuras circulares de piedra interpretadas como hórreos.

## Economía y ritual
Se han documentado bien las actividades agropecuarias, detectándose en época argárica el cultivo de cereales (cebada mayoritariamente), de leguminosas, la horticultura y la arboricultura de olivos, así como una ganadería basada en la cabra, la oveja y el cerdo, además del buey y el caballo.
Los artefactos líticos fueron fabricados con materiales recogidos a varios kilómetros de distancia del asentamiento, aumentando su producción en más de un 300 por 100 con respecto al Calcolítico. La materia prima metálica parece que procede del centro u oeste andaluz, lo que sugiere la existencia de redes de intercambio a larga distancia.
Fueron excavados dieciocho enterramientos de los cuales solo la mitad tenían ajuar. Uno de ellos, una urna femenina, contenía diez elementos de plata, entre los cuales destaca una diadema. También ha sido hallada una sepultura conmemorativa (cenotafio), con ajuar pero sin restos humanos. El estudio de los huesos de los individuos encontrados y sus ajuares ha permitido asociar una mayor esperanza de vida con las ofrendas más importantes. Se ha comprobado que algunos elementos cerámicos funerarios se fabricaron especialmente para cumplir con tal función, sobre todo en el caso de la élite. Todos estos datos indicarían la existencia de una fuerte estratificación social, en línea con otros grandes poblados como Fuente Álamo, El Oficio o El Argar.